# Diósjenő, Nógrád
Diósjenő  este un sat în districtul Rétság, județul Nógrád, Ungaria, având o populație de 2.869 de locuitori (2011). 

## Demografie
Componența etnică a satului Diósjenő
     Maghiari (91,46%)
     Romi (4,76%)
     Necunoscut (2,14%)
     Alții (1,65%)
Componența confesională a satului Diósjenő
     Romano-catolici (42,49%)
     Reformați (24,75%)
     Fără religie (5,86%)
     Luterani (1,19%)
     Necunoscută (25,03%)
     Alte religii (1,95%)
Conform recensământului din 2011, satul Diósjenő avea 2.869 de locuitori. Din punct de vedere etnic, majoritatea locuitorilor (91,46%) erau maghiari, cu o minoritate de romi (4,76%). Apartenența etnică nu este cunoscută în cazul a 2,14% din locuitori. Nu există o religie majoritară, locuitorii fiind romano-catolici (42,49%), reformați (24,75%), persoane fără religie (5,86%) și luterani (1,19%). Pentru 25,03% din locuitori nu este cunoscută apartenența confesională.